# Epitonium humphreysii
Epitonium humphreysii är en snäckart som först beskrevs av Kiener 1838.  Epitonium humphreysii ingår i släktet Epitonium och familjen vindeltrappsnäckor. Inga underarter finns listade i Catalogue of Life.